# Eva Hesse

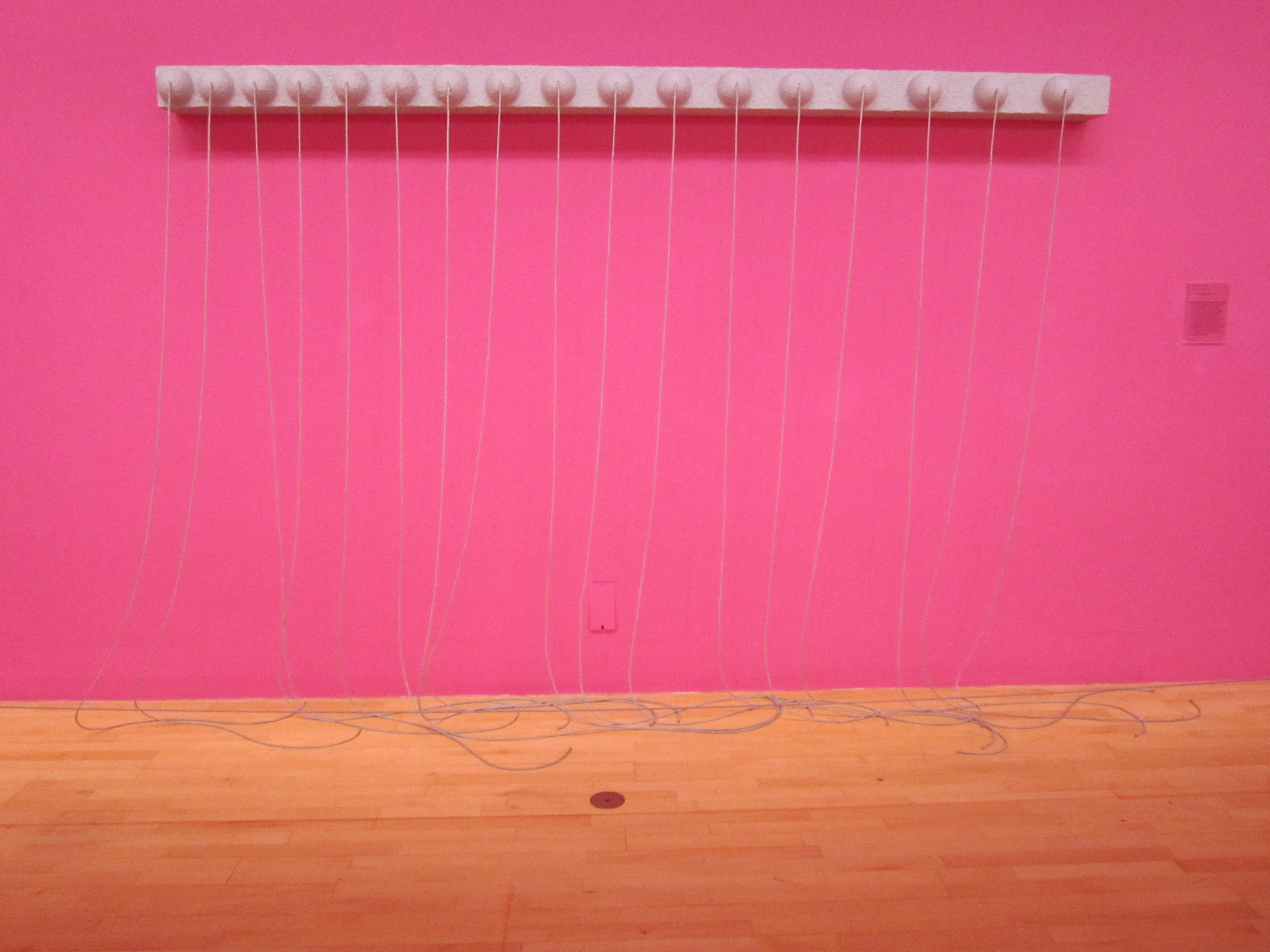
Instalación artística de Eva Hesse en Tate de Liverpool.

Eva Hesse (Hamburgo, 11 de enero de 1936 - Nueva York, 29 de mayo de 1970), fue una escultora estadounidense nacida en Alemania, conocida por su trabajo pionero en materiales como el látex, la fibra de vidrio y el plástico.
Su obra se incluye dentro del postminimalismo y el arte povera.

## Vida
Nació en el seno de una familia judía de Hamburgo. A los dos años sus padres, deseando huir de la Alemania nazi, enviaron a Eva y su hermana mayor a los Países Bajos. Ella y su hermana quedaron separadas de sus padres durante unos meses hasta que lograron reunirse. Vivieron en Inglaterra durante un tiempo y luego emigraron a los Estados Unidos. Creció y estudió en Nueva York y luego en la Escuela de Arte y Arquitectura de Yale (1957–1959), donde estudió con Josef Albers.
Se casó con el escultor Tom Doyle en 1961. En agosto de 1962 Eva Hesse y Tom Doyle participaron en un happening de Allan Kaprow en la Liga de Estudiantes de Arte de Nueva York, en Woodstock. Entre 1964 y 1965 el matrimonio estuvo viviendo en un molino textil abandonado en la cuenca del Ruhr en Alemania, donde Hesse comenzó a esculpir con materiales que habían sido abandonados en la fábrica.
En 1969 le diagnosticaron un tumor cerebral. Su muerte en 1970 puso fin a una carrera que sólo duró una década.

## Colecciones
Más de 20 obras suyas se encuentran en el Museo de Arte Moderno de Nueva York. La mayor colección de obras de Hesse fuera de los Estados Unidos se encuentra en el Museo Wiesbaden, que comenzó a adquirir activamente su obra después de la exposición de 1990 "Mujeres artistas del siglo XX".